# Babatunde Olatunji
Babatunde Olatunji (7 avril 1927 - 6 avril 2003) est un percussionniste nigérian.
Né à Ajido, dans l'État de Lagos, membre du peuple Yoruba, il est l'auteur de l'album Drums of Passion paru en 1960, caractérisé par les polyrythmies des percussions.
Serge Gainsbourg a repris, sans le créditer immédiatement, trois chansons de Drums of Passion pour son album Gainsbourg percussions.  Ainsi les morceaux Kikakiya, Akowowo et Jin-go-lo-ba  ont été respectivement adaptés sous les titres de  Joanna, New-York U.S.A. et Marabout.
Il meurt à Salinas, en Californie.
Sur le premier album de Carlos Santana, la chanson Jingo est une reprise originellement sur l'album Drums of Passion : Jin-go-lo-ba.